# 충화 류희철 부부묘
충화 류희철 부부묘는 충청남도 부여군 충화면 만지리에 있는 조선시대의 무덤이다. 2018년 10월 31일 부여군의 향토문화유산 제139호로 지정되었다.

## 지정 사유
류희철은 16세기 조선이 인정한 저명한 청백리이자 선정을 베푼 목민관으로서 명성이 매우 높았던 인물이다. 경상도 선산부사 시절 청렴(淸廉)과 근신(勤愼)으로 정사를 보아 당시의 성주목사 권주, 김산군수 문근과 함께 영남삼랑(嶺南三良)으로 일컬어졌다고 하며, 중종기사헌부 집의로 1514년 청백리로 녹선(錄選)되어 아들(빙고 별좌)의 관직을 등용하라는 특명을 받고  청백리를 현창해 묘소등의 빛이 비치는 곳의 토지를 하사받기도 했다.
부친은 전라도 광주목사를 역임한 류곡선생으로(팔충면 만지산에 독락정짖고 유유자적함) 단종복위 누명으로 세조에 의해 파직후 춘천에 부처후 예종1년 중앙관서 정3품 직첩을 다시 받았으나, 정치의 무상을 느껴 충청도 임천군 만지산에 독락정을 짖고 유유자적 하였다. 문화류씨 지후사공파(부여) 후손들이 독락정공 또는 광주목사(정3품 외직)를 엮임해 광주공이라 불리고 시제된다.
1515년 분묘가 조성된 이래 5백여년이 넘게 후손들이 정성껏 관리하여 보존상태가 매우 좋으며, 분묘 내에는 1516년에 세워진 묘갈을 비롯하여 문인석과 석장명 등이 잘 남아 있어 그 역사성은 물론이고 문화재적 가치로서도 부족함이 없다.